# Version 2 Version: A Dub Transmission
Version 2 Version: A Dub Transmission je studiové album amerického hudebníka a skladatele Billa Laswella. Vydáno bylo dne 21. září 2004 společností ROIR a jeho producentem byl sám Laswell. Dále se na nahrávce podíleli například Bernie Worrell a Jah Wobble. Wobble je rovněž spoluautorem čtyř z osmi písní na desce.

## Seznam skladeb
| Pořadí | Název              | Autor                    | Délka |
| ------ | ------------------ | ------------------------ | ----- |
| 1.     | Dystopia           | Bill Laswell, Jah Wobble | 9:43  |
| 2.     | Simulacra          | Laswell                  | 8:57  |
| 3.     | Space-Time Paradox | Laswell, Wobble          | 6:18  |
| 4.     | Babylon Site       | Laswell, Wobble          | 8:43  |
| 5.     | Night City         | Laswell                  | 8:55  |
| 6.     | System Malfunction | Laswell, Wobble          | 8:39  |

## Obsazení
Hudebníci
- Bill Laswell – baskytara, kytara
- Bernie Worrell – klávesy
- Jah Wobble – baskytara
- Karsh Kale – bicí, tabla
- Abdou M'Boup – perkuse
- Chris Cookson – programování bicích

Technická podpora
- Bill Laswell – produkce
- Robert Musso – zvukový inženýr
- James Dellatacoma – asistent zvukového inženýra
- Michael Fossenkemper – mastering
- Alex Theoret – mastering
- John Brown – design obalu alba